# 寁伯
寁伯（𢈻伯、しょうはく、生没年不詳）は、中国の西周時代の諸侯国の衛の第5代君主。『世本』の中では摯伯ともある。名は不明。嗣伯の子で、靖伯の父。在位期間は西周の中期である。